# Вава
Едва̀лдо Изѝдио Нѐто (на португалски: Edvaldo Izídio Neto, произнася се по-близко до Едвалду Изидиу Нету), по-известен като Вавà, е бразилски футболист, двукратен световен шампион. Смятан е за един от най-великите нападатели за поколението си. Играе като централен нападател. 

## Кариера
Футболната си кариера Едвалдо Нето започва 14-годишен в спортния клуб на родния си град Ресифе. Основната задача на Вава е само и единствено да вкарва голове, което той прави за Ресифе, Вашко да Гама и Палмейраш. Той е считан за „машината за голове“ на бразилския отбор. 

## Международна кариера
Вава дебютира в бразилския национален отбор на 17 години на Летните олимпийски игри през 1952 г. в Хелзинки. Там още в първия си мач на 16 юли с № 10 отбелязва първия си гол за Бразилия в 86-та минута и оформя крайния резултат 5:1 срещу Нидерландия .
Вава става два пъти световен шампион с отбора на Бразилия на първенствата през 1958 г. в Швеция и 1962 г. в Чили. На Световното първенство през 1958 г. започва като резерва, но заменя Мацола (Алтафини) по време на състезанието, отбелязвайки 5 гола, които са решаващи за Бразилия да спечели първата си световна титла. Заради физическата си издръжливост, впечатляващи рефлекси и усещане за гол, той е наречен „Лъвът на Купата“. През 1962 г. вкарва 4 гола и това му донася Златната обувка за голмайстор на първенството. Вава, заедно със съгражданите си от щата Пернамбуко, Адемир и Жаирзиньо, е третият най-резултатен голмайстор за бразилския национален отбор в историята на Световните първенства с 9 отбелязани гола през 1958 г. и 1962 г. – число, което е надминато само от Пеле през 1970 г. и Роналдо през 2002 г. 
Вава отбелязва два гола на финала на Световно първенство 1958 и един на финала на Световно първенство 1962 в Чили и така става първият състезател, който е вкарал гол на финал на две различни Световни първенства. Има още трима играчи, които могат да се похвалят с това постижение – Пеле, Паул Брайтнер и Зинедин Зидан. Вава е единственият футболист в света, отбелязвал голове на финалите на две последователни световни първенства. 